# Sven Klimpel

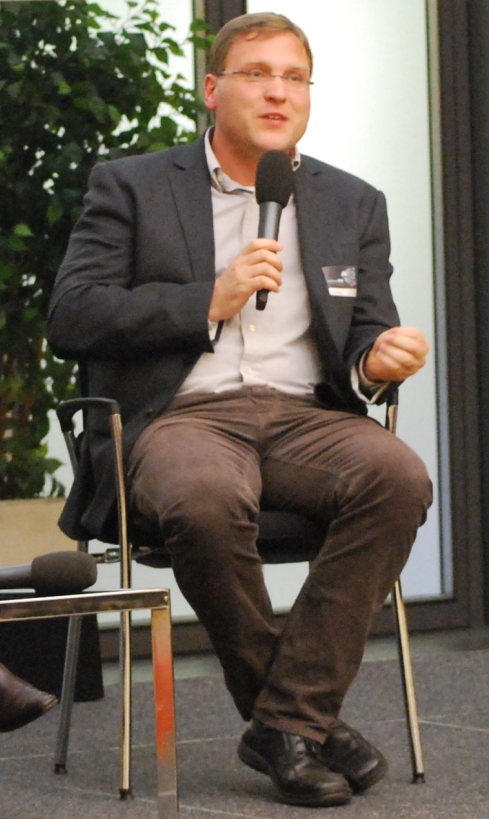
Sven Klimpel (2012)

Sven Klimpel (* 29. Oktober 1973) ist ein deutscher Parasitologe, Infektionsbiologe und Professor an der Goethe-Universität Frankfurt am Main.

## Biographie
Sven Klimpel studierte Biologie und Fischereibiologie an der Christian-Albrechts-Universität zu Kiel und dem Institut für Meereskunde (IfM, heute Helmholtz-Zentrum für Ozeanforschung Kiel). 2000 schloss er das Studium mit dem Diplom an der Universität Kiel ab. Von 2000 bis 2003 war er wissenschaftlicher Mitarbeiter in einem EU-Projekt. Er promovierte 2003 an der Heinrich-Heine-Universität Düsseldorf am Lehrstuhl von Heinz Mehlhorn. Während seiner Post-Doktoranden-Zeit folgten diverse Forschungsaufenthalte im Ausland (u. a. Brasilien, Indonesien, Chile, USA). Ab 2004 war er wissenschaftlicher Assistent und Nachwuchsgruppenleiter. 2008 folgte die Habilitation an der Heinrich-Heine-Universität mit einer Arbeit über die Auswirkungen metazoischer Parasiten in aquatischen und terrestrischen Ökosystemen. Seit 2010 ist er Professor für Medizinische Biodiversität und Parasitologie an der Goethe-Universität und dem Senckenberg Biodiversität und Klima Forschungszentrum. Von 2011 bis 2013 war er zusätzlich Interims Direktor des SDEI. Seit 2013 ist er Professor für Integrative Parasitologie und Zoophysiologie (IPZ) und Direktor des Institutes für Ökologie, Evolution und Diversität an der Goethe-Universität. Von 2016 bis 2017 war Sven Klimpel Prodekan und seit 2017 ist er Dekan des Fachbereichs Biowissenschaften an der Goethe-Universität.
Sven Klimpel ist einer breiten Öffentlichkeit durch zahlreiche Radiosendungen, TV-Auftritten und Zeitungsberichten bekannt, in denen er parasitologische und infektionsbiologische Fragestellungen und Themen sachlich und allgemeinverständlich erläutert.

## Forschungsschwerpunkte
Die von Klimpel geleitete Abteilung befasst sich mit der Arten- und genetischen Vielfalt von Infektionskrankheiten übertragenden Organismen und Pathogenen sowie deren Arealdynamik, Populationsdynamik, Ökologie, Entwicklungszyklen und Übertragungsmechanismen. Die Kernthemen reichen von der Identifizierung und Beschreibung neuer und neu an Bedeutung gewinnender Pathogene (u. a. Zika-, Hanta-, Ebola-, West-Nil-Virus, Leishmaniose, Chagas-Krankheit), Vektoren (u. a. Zecken, Stechmücken, Sandmücken, Kriebelmücken, Bremsen, Raubwanzen, Nagetiere, Fledermäuse) und Reservoirwirte (u. a. Schleichkatzen, Haus- und Nutztiere) in terrestrischen und aquatischen Ökosystemen über die Bestimmung ihrer heutigen Verbreitung bis hin zur Erforschung der phänotypischen und genetischen Evolution ihrer Ausbreitungsfähigkeit und Klimatoleranz sowie der experimentellen und Freiland-basierten Aufklärung von Pathogenitätsfaktoren und Überträgerfähigkeiten. Die daraus resultierenden Ergebnisse werden zur vorhersagenden Modellierung zukünftiger Verbreitungsgebiete und Risiken von Vektoren und Infektionskrankheiten unter globalen und regionalen Klimamodellen eingesetzt.
Als Würdigung der herausragenden Leistungen des Forschungsprojektes ZOWIAC, wurde Sven Klimpel zusammen mit Timo Spaniol (NABU) durch Staatsminister Ingmar Jung (Hessischer Minister für Landwirtschaft und Umwelt, Weinbau, Forsten, Jagd und Heimat) mit dem Hessischen Wildtierpreis 2024 ausgezeichnet. ZOWIAC beschäftigt sich mit den Auswirkungen invasiver Raubsäugetiere (u. a. Waschbär, Marderhund, Mink) auf heimische Ökosysteme und ihr Potenzial als Zoonose-Überträger.

## Mitgliedschaften
Sven Klimpel ist Mitglied in verschiedenen Fachgesellschaften: u. a. Deutsche Gesellschaft für Parasitologie, Deutsche Zoologische Gesellschaft, Beirat der Paul Ungerer-Stiftung, Vorstand GRADE, Gründungsgesellschafter Frankfurt Conservation Center gGmbH (FCC), Wissenschaftlicher Beirat Dr. Senckenbergische Stiftung, Aufsichtsrat Buchmann Institute for Molecular Life Sciences (BMLS), Direktoriumsmitglied Lore-Steubing-Institut (LSI), Aufsichtsrat Frankfurt Biotechnology Innovation Center GmbH (FiZ), Direktoriumsmitglied Kompetenzzentrum Wasser Hessen (KWH).

## Veröffentlichungen (Auswahl)
- Parasites of Marine Fish and Cephalopods, Springer Nature Switzerland AG 2019 ISBN 978-3-030-16220-7
- Progress in Parasitology, Parasitology Research Monographs 2, Springer-Verlag Berlin Heidelberg 2011, ISBN 978-3-642-21395-3.
- Arthropods as Vectors of Emerging Diseases, Parasitology Research Monographs 3, Springer-Verlag Berlin Heidelberg 2012, ISBN 978-3-642-28841-8.
- Klimawandel und Biodiversität – Auswirkungen auf die Gesundheit, Wissenschaftliche Buchgesellschaft, Darmstadt 2012, ISBN 978-3-534-25235-0.
- Bats (Chiroptera) as Vectors of Diseases and Parasites, Parasitology Research Monographs 5, Springer-Verlag Berlin Heidelberg 2014, ISBN 978-3-642-39332-7.
- Metazoan Deep-Sea Fish Parasites, Acta Biologica Benrodis, Verlag Natur und Wissenschaft, Solingen 2009, ISBN 978-3-936616-61-3.